# Westsibirischer Laika
Der Westsibirische Laika (russisch: За́падносиби́рская ла́йка, Zapadno-Sibirskaïa Laïka) ist eine von der FCI anerkannte Hunderasse. Die vier bislang von der FCI anerkannten Rassen der Laiki gehören zur Gruppe 5, Sektion 2: Nordische Jagdhunde.

## Geschichte
Das Ursprungsgebiet dieser Rasse lag im Stammesgebiet der Mansen und Chanten (alter Name „Ostjaken“), was dem heutigen Autonomen Kreis der Chanten und Mansen und dem südlichen Teil vom Autonomen Kreis der Jamal-Nenzen entspricht, in dem ebenfalls Chanten leben. Hauptverbreitungsgebiet des Westsibirischen Laika ist die Waldzone des Urals, Westsibiriens und des unteren Ob-Gebietes.
Die ersten Standards der Vogul- (Mansen) und Ostjaken- (Chanten) Laiki entstanden zu Beginn des 20. Jahrhunderts bei russischen Kynologen. Im Jahr 1947 wurden die neuen Rassestandards definiert. Der neue Rassestandard für den Westsibirischen Laika wurde im Jahr 1952 anerkannt. Innerhalb der Rasse wird bis in die Gegenwart vom Russischen Kynologenverband (RKF = Российская кинологическая федерация, Rossijskaja kinologitscheskaja federazija) ein mansischer und ein chantischer Phänotyp unterschieden, die in historischer Zeit als klimatische Anpassung entstanden. Heutzutage ist der Westsibirische Laika die häufigste Jagdhundrasse in Russland und in allen Waldgegenden des Landes von Karelien bis nach Kamtschatka weit verbreitet. Seit 1980 ist der Rassestandard unter Nr. 306 von der FCI anerkannt. Der aktuelle offizielle Rassestandard datiert auf den 30. Oktober 2010.

## Aussehen
Das Deckhaar ist dicht, hart und gerade. Die Unterwolle ist gut entwickelt, weich, üppig und wollig. Das Haar am Kopf und den hoch angesetzten Stehohren ist kurz und dicht. Die Ringelrute wird über dem Rücken oder über dem Gesäß getragen, ist üppig mit geradem Haar bewachsen, welches nur etwas länger und ohne Fransen an der Unterseite ist. Farbe: grau mit rötlichem braun, rot mit rötlichem braun, grau, rot, falb und rötliches braun in allen Schattierungen. Einfarbig weiß oder vielfarbig, d. h. weiß mit Flecken von jeglicher oben erwähnter Farbe ähnlich der Grundkörperfarbe. Die FCI nennt das Gangwerk frei, voller Energie. Typische Gangart ist ein kurzer Trab, wechselnd mit Galopp. Widerristhöhe: Rüden 55 – 62 cm. Hündinnen 51 – 58 cm.
Westsibirische Laiki vom mansischen Typ leben in der Taiga, sie sind größer und haben ein quadratisches Format. Der Hals ist hoch angesetzt, Schnauze und Schädel sind gleich lang, die Schnauze ist spitz. Die Ohren sind groß, durch die längere Außenlinie wirken sie enger beieinander stehend. Die Augen sind rund und ausdrucksvoll.
Laiki vom chantischen Typ sind gedrungener, infolge der kürzeren Beine wirken sie aber lang gestreckter als der südliche Typ. Die Brust ist breit, der Hals ist eher niedrig angesetzt, wie bei einem Wolf. Der Kopf hat von oben gesehen aufgrund des kürzeren Fangs die Form eines gleichseitigen Dreiecks, die Kopflinien sind steiler. Die Ohren sind mittelgroß und haben die Form von gleichschenkligen Dreiecken. Der Augenabschnitt ist deutlich schräg. Ihr Fell hat mehr Unterwolle, da sie an das raue und kalte Klima im Gebiet des unteren Ob angepasst sind.

## Temperament und Arbeitsqualitäten
Der Westsibirische Laika zeichnet sich durch ein ausgeglichenes, ruhiges Verhalten aus, ist recht lebhaft, aktiv und widerstandsfähig. Er verfügt über einen ausgeprägten Orientierungssinn, Intelligenz und Selbsterhaltungstrieb. Wie andere Laiki ist er sehr selbständig, was gewisse Schwierigkeiten bei der Ausbildung mit sich bringt. Bei gut trainierten Hunden verringert sich der Jadtrieb, weshalb der Arbeitslaika weniger trainiert wird. Im Umgang mit Menschen sind Westsibirische Laiki freundlich und verträglich, schützen aber ihre Familienmitglieder bei Bedarf vor Fremden.

## Verwendung
Die Jagd ist der Hauptzweck der Westsibirischen Laiki. Seit jeher werden sie zur Jagd auf Pelztiere eingesetzt. Die Rasse zeichnet sich durch eine effektive, weiträumige Suche mit allen Sinnen aus, die Fähigkeit, Beute entlang einer alten Fährte zu finden. Einige Individuen sind in der Lage, einen Zobel oder Marder über lange Zeiträume zu verfolgen, selbst wenn sie sich in den Baumkronen bewegen. Der moderne Westsibirische Laika ist ein universeller Jäger, der sich für alle Wildarten eignet. Er kann große Huftiere wie Elche und Rehe verfolgen, wird häufig zur Schwarzwildjagd und Raubwild eingesetzt. Diese Laiki werden als Bärenjäger sowohl für Einzel- als auch Gruppenjagd geschätzt. Ein erfahrenes Hundepaar hält den Bären zuverlässig in Schach bzw. umkreist ihn, während der Jäger den sicheren Schuss vorbereitet.